# Kane Hodder

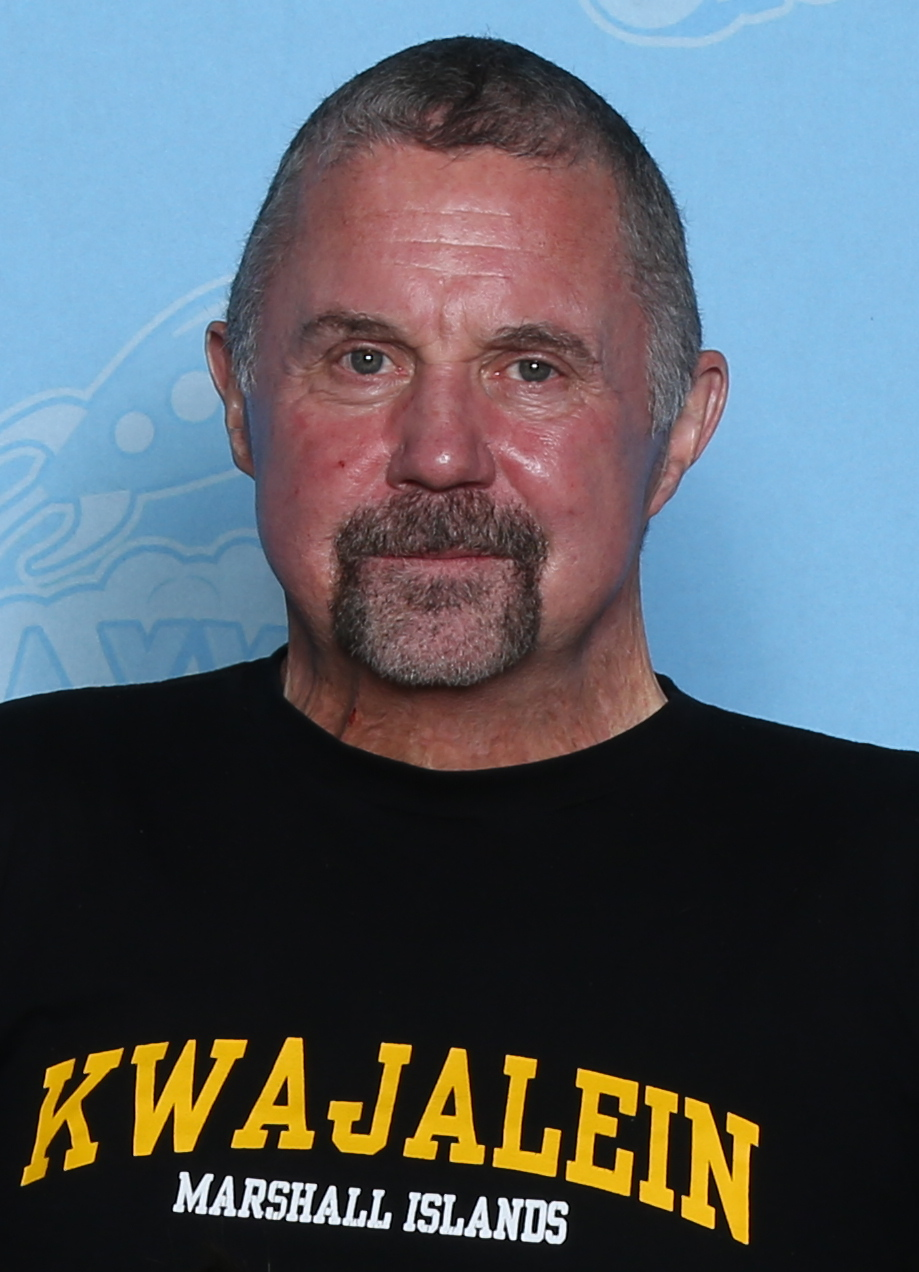
Kane Hodder (2019)

Kane Warren Hodder (* 8. April 1955 in Auburn, Kalifornien) ist ein US-amerikanischer Stuntman und Schauspieler.

## Leben
Er übernahm 1988 die Rolle des Macheten-Mörders Jason Voorhees in Freitag der 13. Teil VII – Jason im Blutrausch. Daneben verkörperte er auch den Victor Crowley in den Hatchet-Filmen. 2017 war er mit Victor Crowley auch im vierten Teil der Reihe zu sehen. Nebenbei machte er sich als Stuntman in so erfolgreichen Filmen wie Sieben, The Fan und Der Staatsfeind Nr. 1 einen Namen.
2012 übernahm er eine der Hauptrollen in der Webserie The Killer and I, die sich lose an seiner Biografie Unmasked orientiert. Er stand zudem 2012 mit Tom Savini für die US-amerikanisch-deutsche Horrorkomödie Robin Hood: Ghosts of Sherwood von Astro Distribution Gründer Oliver Krekel vor der Kamera.
Kane Hodder ist mit Susan B. Hodder verheiratet. Die beiden haben zwei gemeinsame Söhne, Jace und Reed.
Außerdem ist Kane als Stargast auf diversen Conventions vertreten.

## Trivia
- Während eines missglückten Stunts mit Feuer in den 1980er Jahren verbrannte er sich einen Großteil seiner Haut. Wegen der lebensgefährlichen Brandverletzungen musste Kane Hodder zur medizinischen Behandlung fünfeinhalb Monate in einem Krankenhaus verbringen. Die Genesung dauerte ein Jahr lang, bis Hodder wieder ein normales Leben führen konnte. Seitdem lehnen es Filmproduzenten ab, ihn für Feuerstunts zu buchen.[4]
- Hodder bestand bei der Auslegung des Charakters Jason Voorhees darauf, dass Jason seinen Opfern nie hinterher rennt oder Kindern und Tieren etwas antut.
- Ursprünglich sollte Hodder auch in Freddy vs. Jason mitspielen, wurde aber trotz seiner 1,91 m von Regisseur Ronny Yu als zu klein empfunden. Yu wollte den Größenunterschied gegenüber Robert Englund (1,78 m), der Freddy Krueger spielte, als eine Art David-gegen-Goliath-Effekt noch offensichtlicher darstellen und engagierte Ken Kirzinger (1,96 m). Etliche Genre-Fans waren enttäuscht, andere wiederum waren von der Darstellung Kirzingers sehr beeindruckt und fanden ihn besser als Hodder.
- Es gibt eine Indie-Hardcore-Band ,Kane Hodder', die sich nach ihm benannt hat. Die Band bat vorher um Erlaubnis, den Namen nehmen zu dürfen, die Hodder bereitwillig erteilte.[5]
- In einer Folge der britischen Comedy-Serie My Family wird die Figur des Michael in der Schule von einem größeren und stärkeren Raufbold namens Jason Hodder schikaniert. Dies ist offenbar eine Anspielung auf Kane Hodders Nachnamen und den Vornamen seiner Figur Jason Voorhees.
- Am 1. Oktober 2011 erschien seine Biografie Unmasked[6], die er zusammen mit Autor Michael Aloisi schrieb.[7]

## Filmografie (Auswahl)
Als Stuntman
- 1984: Hardbodies

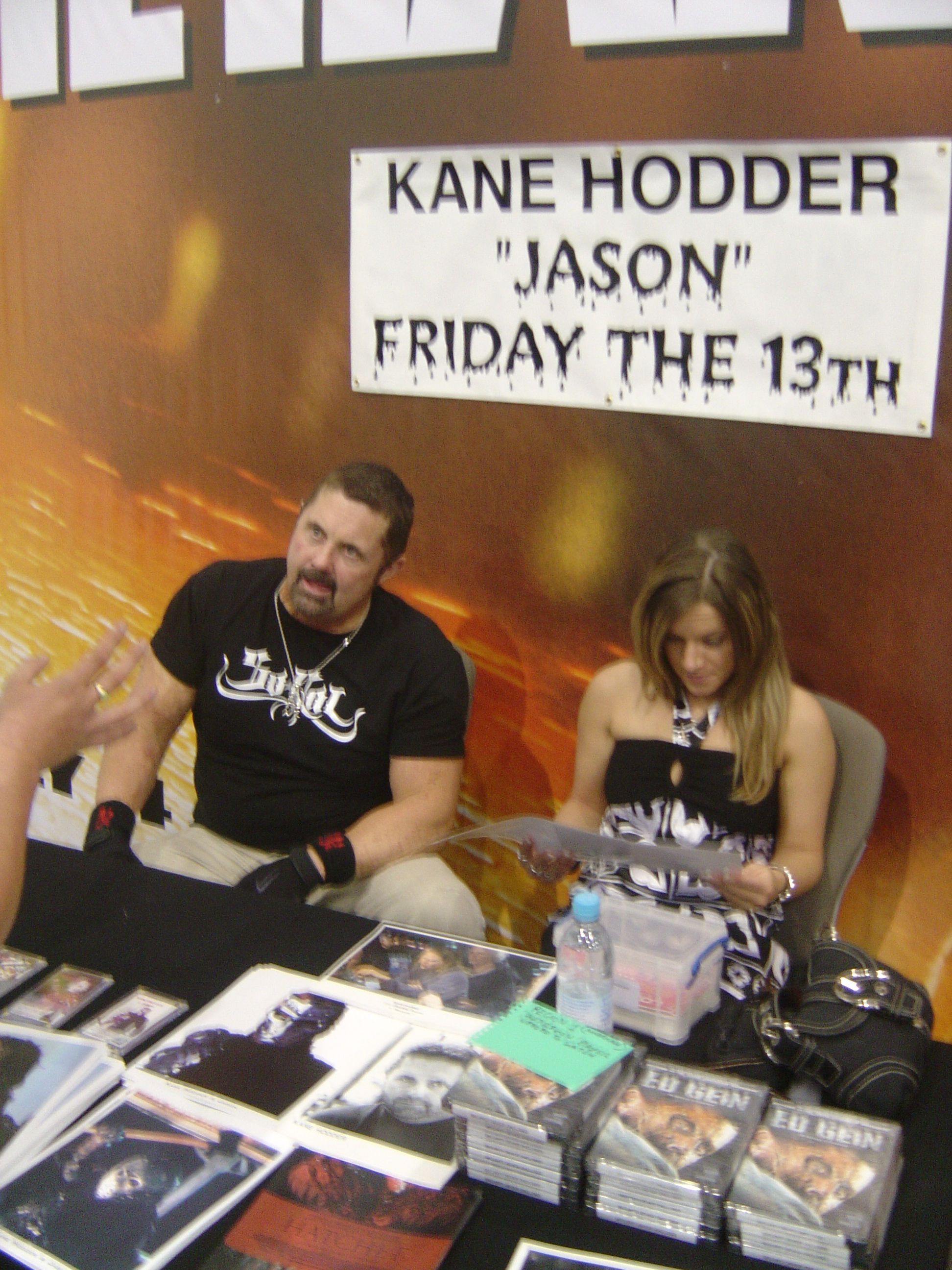
Kane Hodder 2007

- 1985: Im Todestal der Wölfe (The Hills Have Eyes Part II)
- 1988: Freitag der 13. – Jason im Blutrausch (Friday the 13th Part VII: The New Blood)
- 1989: Freitag der 13. – Todesfalle Manhattan (Friday the 13th Part VIII: Jason Takes Manhattan)
- 1990: Leatherface: Texas Chainsaw Massacre III
- 1991: Last Boy Scout – Das Ziel ist Überleben (The Last Boy Scout)
- 1992: Alarmstufe: Rot (Under Siege)
- 1993: Jason Goes to Hell – Die Endabrechnung (Jason Goes to Hell: The Final Friday)
- 1993: Demolition Man
- 1994: Pumpkinhead II: Blood Wings
- 1995: Sieben (Seven)
- 1995: Fair Game
- 1996: The Fan
- 1998: Der Staatsfeind Nr. 1 (Enemy of the State)
- 2001: Jason X
- 2003: Monster
- 2005: The Devil’s Rejects
- 2006: Fallen Angels
- 2006: Hatchet
- 2007: Hack
- 2010: Frozen – Eiskalter Abgrund (Frozen)
- 2010: Hatchet II
- 2011: Cut
- 2011: Monsterpiece Theatre Volume 1
- 2013: Hatchet 3
- 2014: Charlie’s Farm
- 2015: Old 37

Als Schauspieler
- 1984: Hardbodies
- 1988: Freitag der 13. Teil VII – Jason im Blutrausch (Friday the 13th Part VII: The New Blood)
- 1988: Prison – Rückkehr aus der Hölle (Prison)
- 1989: Karate Tiger IV – Best of the Best (Best of the Best)
- 1989: Freitag der 13. Teil VIII – Todesfalle Manhattan (Friday the 13th Part VIII: Jason Takes Manhattan)
- 1991: Alligator II – Die Mutation (Alligator II: The Mutation)
- 1993: Jason Goes to Hell – Die Endabrechnung (Jason Goes to Hell: The Final Friday)
- 1993: Best of the Best 2 – Der Unbesiegbare (Best of the Best 2)
- 1994: Pumpkinhead II: Blood Wings
- 1997: Wes Craven’s Wishmaster (Wishmaster)
- 2001: Jason X
- 2003: Alias – Die Agentin (Alias, Fernsehserie, eine Folge)
- 2003: Daredevil
- 2003: Monster
- 2005: The Devil’s Rejects
- 2005: 2001 Maniacs
- 2006: Room 6
- 2006: Fallen Angels
- 2006: Hatchet
- 2007: Dead Noon
- 2007: Ed Gein – Der wahre Hannibal Lecter (Ed Gein: The Butcher of Plainfield)
- 2007: Hack
- 2008: B.T.K.
- 2010: Frozen – Eiskalter Abgrund (Frozen)
- 2010: Hatchet II
- 2011: Cut
- 2011: Monsterpiece Theatre Volume 1
- 2011: Exit 33
- 2011: Die drei Musketiere – Alle für einen und Waffen für alle! (3 Musketeers)
- 2011: Family of Cannibals
- 2011: Chillerama
- 2012: Robin Hood: Ghosts of Sherwood
- 2013: Sickle – Prepare for Hell
- 2013: Hatchet 3
- 2014: Alice D
- 2014: Charlie’s Farm
- 2014: Love In The Time Of Monsters
- 2014: How to Catch a Monster – Die Monster-Jäger (Digging Up the Marrow)
- 2014: Fury: The Tales of Ronan Pierce
- 2015: Another Deadly Weekend (Muck)
- 2015: Tag (Riaru onigokko)
- 2017: Hatchet: Victor Crowley (Victor Crowley)

Als Produzent
- 2006: Seven Deadly Demons (Fallen Angels)
- 2011: Monsterpiece Theatre: Volume 1 (Volume 1)
- 2014: Fury: The Tales of Ronan Pierce
- 2017: Hatchet: Victor Crowley (Victor Crowley)

## Videospiele
• 2023: The Texas Chain Saw Massacre (Synchronisation)

## Auszeichnungen
Austin Fantastic Fest
- 2006: Audience Award für Hatchet als „Best Actor“[8]
- 2006: Jury Prize für Hatchet als „Best Actor“[8]

Louisville Fright Night Film Fest
- 2010: Festival Prize für Old Habits Die Hard als „Best Actor“[8]